# Yō
Yō (jap. 洋, 瑤, 窈, 陽, よう) – męskie imię japońskie.

## Znane osoby
- Yō Hitoto (窈), japoński piosenkarz
- Yō Ōizumi (洋), japoński aktor i seiyū
- Yō Inoue (瑤), właśc. Yumi Shitsukawa, japońska seiyū
- Yō Kitazawa (洋), japoński aktor i seiyū
- Yō Ikenaga (陽), japoński powieściopisarz

## Fikcyjne postacie
- Yō Asakura (葉), główny bohater mangi i anime Król szamanów.